# Mænd som har sex med mænd
Mænd som har sex med mænd er et begreb, der bruges til at definere den gruppe af mænd, der har seksuel kontakt med andre mænd. Begrebet omfatter således både mænd, der identifcierer sig selv som homoseksuelle, biseksuelle og heteroseksuelle, idet begrebet alene omhandler den seksuelle praksis, ikke identifikation eller partnerstatus.
Begrebet opstod i 1990'erne som følge af et behov for at kunne studere spredningen af seksuelt overførte sygdomme, herunder hiv, blandt mænd, der har sex med mænd for at kunne målrette forebyggelsesarbejdet.
I Danmark måtte mænd der har sex med mænd ikke være bloddonorer fra 1988 indtil 2020.